# 福士蒼汰
福士蒼汰（日语：／ Fukushi Sōta，1993年5月30日—），日本男演員，出身於東京都，本名福士翔大（日语：／ Fukushi Sōta）。身高183公分，血型O型，現隸屬於研音經紀公司。

## 經歷
上高中後，在第一次跟朋友到澀谷逛時，偶然被雜誌的人搭話，並拍下照片且刊載到雜誌上。2010年，研音的負責人看到了照片，後於同年9月把他招進了旗下。
2011年
- 出道作《美咲 No.1》於1月12日日本電視台播出。
- 在出道3個月時參加了特攝片選角會，在約3000人當中脫穎而出獲選為《假面騎士Fourze》的主角「如月弦太朗」[3]。
- 首次出演於8月6日上映的電影《假面騎士OOO WONDERFUL 將軍與21枚核心硬幣》為「如月弦太朗」初登場作。其後9月4日才開始播出《假面騎士Fourze》。
- 首次主演電影《假面騎士×假面騎士 Fourze & OOO Movie大戰 Mega Max》於12月10日上映。

2012年
- 3月從高中畢業[4]。
- 除了歷時約一年的《假面騎士Fourze》，其後首度單獨主演11月上映的電影《我被處刑的未來（日语：ぼくが処刑される未来）》，這是東映為了起用曾出演特攝片的年輕演員而創立的電影系列「TOEI HERO NEXT」中的第二部，因此除了福士外，電影中還有在《Fourze》中飾演「Meteor」的吉澤亮一起演出[5]。

2013年
- 在4月上映的電影《圖書館戰爭》，與榮倉奈奈、岡田准一等演員共同演出，並表示：「還是新人的我，竟然能夠加入以前只能透過電視看到的豪華演員陣容當中，令我十分驚訝。」
- 由5月1日起登場於晨間小說連續劇《小海女》中飾演女主角「天野秋」（能年玲奈 飾）的初戀學長「種市浩一」[6]。福士曾在日本節目《情熱大陸》表示自己在此劇雖然大受觀眾喜愛，但卻是對自己最不滿的演出。
- 在Oricon舉辦的「2013年上半年爆紅男演員」（2013年上半期に最もブレイクしたと思う俳優）問劵調查中，憑着在《小海女》、《圖書館戰爭》等影視作品的活躍表現，在多名年輕男演員中位列第一[7]。

2014年
- 3月在《名偵探柯南：異次元的狙擊手》中首次挑戰聲優工作，飾演掌握故事關鍵的角色「凱文·吉野」，在本作的出演也被外籍演員表揚「發音很棒」，本年也是漫畫版「柯南」連載20週年，福士表示「我希望自己能記住與柯南剛好「同歲」這一共同點，同時努力做好配音工作」。
- 在10月播出的電視劇《今天不上班》中飾演女主角「青石花笑」（綾瀨遙飾）的男友「田之倉悠斗」，在該劇的「壁咚」征服了眾多女性觀眾的心，使得福士的人氣直線飆升，與其主要演員玉木宏一同演出[8]。
- 主演11月上映的《要聽神明的話》，也為此在10月與山崎紘菜出席了於義大利羅馬舉行的「第九屆羅馬國際電影節」，並在見面會上秀義大利語，獲當地媒體矚目；福士則表示「從未感受過這種體驗，有受寵若驚的感覺，受到大家的歡迎我非常開心，這個舞台令我對今後的演藝生涯更加充滿自信。」
- 11月12日出席了電影《要聽神明的話》公開紀念活動，與360位粉絲一起挑戰「123木頭人（だるまさんが転んだ）」創造了健力士世界紀錄，並在接受傳媒訪問時表示自己作了放棄就讀大學的決定。
- 12月4日，《圖書館戰爭 THE LAST MISSION》續篇作製作決定，與榮倉奈奈、岡田准一等演員共同續演，預定2015年10月10日上映，也將在TBS撥出SP《圖書館戰爭 BOOKS OF MEMORIES》。
- 在Oricon舉辦的「2014年度爆紅男演員」（2014年ブレイク俳優ランキング）問劵調查中位列第一[9]。

2015年
- 登上義大利男性時尚雜誌「L'UOMO VOGUE」1月號，且是以演員身分介紹，讓福士受寵若驚表示：「將來很想去國外工作，現在重要的是全力投入眼前的事情，一步步朝目標邁進。」
- 於7月富士電視台開播的《戀仲》亦是福士蒼汰首度擔綱富士電視台週一晚間九點連續劇主演。

## 個人
- 專長為英語會話、後手翻等，持有英檢2級證書。
- 曾在中學時參加籃球隊，高中時則加入交互繩（日语：Double Dutch (jump rope)）隊。
- 嚮往的演員有香川照之[10]、岡田准一。
- 喜歡的搞笑藝人為山崎弘也。

## 媒體出演

### 電視劇
| 年份 | 作品名稱                     | 角色                             | 日期                 | 電視台         | 備註               |
| ---- | ---------------------------- | -------------------------------- | -------------------- | -------------- | ------------------ |
| 2011 | 美咲 No.1                    | 村野蒼汰                         | 1月12日－3月16日     | 日本電視台     | 出道作品           |
| 2011 | 出生                         | 山中裕也                         | 4月22日－6月24日     | TBS電視台      |                    |
| 2011 | 伴君入眠                     | 真菰修二                         | 4月22日－6月24日     | TBS電視台      |                    |
| 2011 | 假面騎士Fourze               | 如月弦太朗／假面騎士Fourze（聲） | 9月4日－翌年8月26日  | 朝日電視台     | 主演               |
| 2013 | 小海女                       | 種市浩一                         | 4月1日－9月28日      | NHK            | 5月1日（第27回）起 |
| 2013 | STAR MAN 這顆星上的戀愛      | 星男（達也）                     | 7月9日－9月10日      | 關西電視台     | 主演               |
| 2013 | FNS27小時 約一次的求婚       | 機車快遞員                       | 8月4日               | 富士電視台     | SP                 |
| 2013 | 海上診療所                   | 三崎昇                           | 10月14日－12月23日   | 富士電視台     |                    |
| 2014 | 圈套新作SP 3                 | 水神明                           | 1月12日              | 朝日電視台     |                    |
| 2014 | 即使弱小也能取勝             | 赤岩公康                         | 4月12日－6月21日     | 日本電視台     |                    |
| 2014 | 今天不上班                   | 田之倉悠斗                       | 10月15日－12月17日   | 日本電視台     |                    |
| 2015 | 戀仲                         | 三浦葵                           | 7月20日－9月14日     | 富士電視台     | 主演               |
| 2015 | 圖書館戰爭—BOOKS OF MEMORIES | 手塚光                           | 10月5日              | TBS電視台      | SP                 |
| 2016 | 極樂天使                     | 堤圓                             | 4月23日－6月18日     | 日本電視台     | 主演               |
| 2016 | 蒙太奇三億日元事件奇譚       | 鳴海大和                         | 6月25日、26日        | 富士電視台     | 主演               |
| 2017 | 曾經愛過，是有秘密的。       | 奥森黎/奧森朔                    | 7月16日－9月17日     | 日本電視台     | 主演               |
| 2019 | Heaven？                     | 伊賀觀                           | 7月9日－9月10日      | TBS            |                    |
| 2019 | 4分鐘的金盞菊                | 花捲尊                           | 10月11日－12月13日   | TBS            | 主演               |
| 2020 | DIVER-特殊潛入班-            | 黑澤兵悟                         | 9月22日－10月20日    | 關西電視台     | 主演               |
| 2020 | 明治開化 新十郎偵探帖        | 結成新十郎                       | 12月11日－翌年2月5日 | NHK            | 主演               |
| 2021 | 神的病歷簿                   | 栗原一止                         | 2月15日－3月8日      | 東京電視台     | 主演               |
| 2021 | AVALANCHE                    | 西城英輔                         | 10月14日－12月20日   | 關西電視台     |                    |
| 2022 | 來自星星的你日版             | 滿                               | 2月23日              | Amazon         | 主演               |
| 2023 | 律師Sodom                    | 小田切涉                         | 4月28日－6月16日     | 東京電視台     | 主演               |
| 2023 | 極地闇殺 第二季              |                                  | 6月17日              | HULU / Disney+ |                    |
| 2024 | 沒有愛的戀人們               | 久米真和                         | 1月21日－3月17日     | 朝日電視台     | 主演               |
| 2025 | 愛情怎麼翻譯？               |                                  |                      | Netflix        | 主演               |

### 電影
| 年份 | 作品名稱                                                   | 角色                             | 電影公司             |          |
| ---- | ---------------------------------------------------------- | -------------------------------- | -------------------- | -------- |
| 2011 | 假面騎士OOO WONDERFUL 將軍與21枚核心硬幣                   | 如月弦太朗／假面騎士Fourze（聲） | 東映                 | 特別演出 |
| 2011 | 假面騎士×假面騎士 Fourze & OOO Movie大戰 Mega Max          | 如月弦太朗／假面騎士Fourze（聲） | 東映                 | 主演     |
| 2012 | 假面騎士x超級戰隊 超級英雄大戰                             | 如月弦太朗／假面騎士Fourze（聲） | 東映                 |          |
| 2012 | 假面騎士Fourze THE MOVIE 大家的宇宙來了！                  | 如月弦太朗／假面騎士Fourze（聲） | 東映                 | 主演     |
| 2012 | 我被處刑的未來                                             | 淺尾幸雄                         | 東映                 | 主演     |
| 2012 | 假面騎士×假面騎士 Wizard & Fourze MOVIE大戰Ultimatum       | 如月弦太朗／假面騎士Fourze（聲） | 東映                 | 主演     |
| 2013 | 圖書館戰爭                                                 | 手塚光                           | 東寶                 |          |
| 2013 | 假面騎士×超級戰隊×宇宙刑事 超級英雄大戰Z                   | 假面騎士Fourze                   | 東映                 | 配音     |
| 2013 | 江之島稜鏡                                                 | 城崎修太                         | videoplanning        | 主演     |
| 2014 | 只要妳說妳愛我                                             | 黑澤大和                         | 松竹                 | 主演     |
| 2014 | 名侦探柯南 异次元的狙击手                                  | 凯文·吉野                        | 東寶                 | 配音     |
| 2014 |                                                            | 一之瀨亮                         | 東映                 |          |
| 2014 | 要聽神明的話                                               | 高畑瞬                           | 東寶                 | 主演     |
| 2015 | 閃爍的愛情                                                 | 一之瀨蓮                         | 東寶                 | 主演     |
| 2015 | 圖書館戰爭 THE LAST MISSION                                | 手塚光                           | 東寶                 |          |
| 2016 | 明天，我要和昨天的妳約會                                   | 南山高壽                         | 東寶                 | 主演     |
| 2017 | 無限之住人                                                 | 天津影久                         | 華納                 |          |
| 2017 | 不幹了！我開除了黑心公司                                   | 山本純／山本優                   | 東寶                 | 主演     |
| 2017 | 假面騎士平成Generations FINAL Build & EX-AID with 傳說騎士 | 如月弦太朗／假面騎士Fourze（聲） | 東映                 |          |
| 2018 | 笑傲曇天                                                   | 曇天火                           | 松竹                 | 主演     |
| 2018 | BLEACH                                                     | 黑崎一護                         | 華納                 | 主演     |
| 2018 | 旅貓日記                                                   | 宮脇悟                           | 松竹                 | 主演     |
| 2018 | 拉普拉斯的魔女                                             | 甘粕謙人                         | 東寶                 |          |
| 2019 | 殺手寓言                                                   | 帽衫                             | 松竹                 |          |
| 2020 | 賭博默示錄3：最終遊戲                                      | 高倉浩介                         | 東寶                 |          |
| 2024 | 湖畔的女人們                                               | 濱中圭介                         | 東京テアトル・ヨアケ | 主演     |

### PV
- 伊藤祥平《WE ARE YOUNG》（2013年1月19日）[11]

### 寫真集
- 《After Chicken Rice Go To Merlion》（2012年5月30日）
- 《福士蒼汰in Singapore!》（2012年8月22日）
- 《福士蒼汰 2nd写真集「Blue」》（2013年9月20日）
- 《福士蒼汰の「初めての◯◯」》（2015年6月5日）
- 《福士蒼汰ポストカードブックin台灣》（2017/02/23）

## 獎項
| 年度   | 大獎                 | 獎項                        | 作品                                                  | 結果 |
| ------ | -------------------- | --------------------------- | ----------------------------------------------------- | ---- |
| 2014年 | 第38屆Elan d'or獎    | 新人賞                      | 不適用                                                | 獲獎 |
| 2015年 | 第38屆日本電影學院獎 | 新人俳優賞                  | 《只要妳說妳愛我》、《IN THE HERO》、《要聽神明的話》 | 獲獎 |
| 2018年 | 第29回東京國際寶飾展 | 日本最佳珠寶佩戴獎-男性部門 | 不適用                                                | 獲獎 |

## 外部連結
- 官方网站（日語）
- 經紀公司個人介紹頁 （页面存档备份，存于）（日語）
- 福士蒼汰的X（前Twitter）
- 福士蒼汰的Instagram帳戶
- 福士蒼汰的Ameba部落格（日語）

| 前任： 渡部秀 （假面騎士OOO） | 日本假面騎士系列主騎士演員 假面騎士Fourze 2011年9月4日－2012年8月26日 | 繼任： 白石隼也 （假面騎士Wizard） |